# Dannelbourg
Dannelbourg (deutsch Dannelburg) ist eine französische Gemeinde mit 506 Einwohnern (Stand 1. Januar 2022) im Département Moselle in der Region Grand Est (bis 2015 Lothringen). Sie gehört zum Arrondissement Sarrebourg-Château-Salins und zum Kanton Phalsbourg.

## Geografie
Dannelbourg liegt in den Vogesen, etwa 14 Kilometer östlich von Sarrebourg. Das Gemeindegebiet umfasst 2,93 km². Der Ort liegt langgestreckt auf einem Hochplateau über dem Tal der Zorn. 
Nachbargemeinden von Dannelbourg sind Mittelbronn im Norden, Phalsbourg im Nordosten, Lutzelbourg im Osten und Süden sowie Henridorff im Südwesten. 

## Geschichte
Der Ort gehörte ab 1661 zu Frankreich, wurde dann durch den Frieden von Frankfurt 1871 wieder deutsch und nach dem Ersten Weltkrieg wieder französisch. Auch in der Zeit des Zweiten Weltkriegs war die Region wieder unter deutscher Verwaltung.

### Bevölkerungsentwicklung
| Jahr      | 1962 | 1968 | 1975 | 1982 | 1990 | 1999 | 2010 | 2021 |
| Einwohner | 320  | 346  | 349  | 393  | 445  | 479  | 489  | 504  |

## Sehenswürdigkeiten
- Kirche Saint-Jean-Baptiste (Johannes der Täufer)

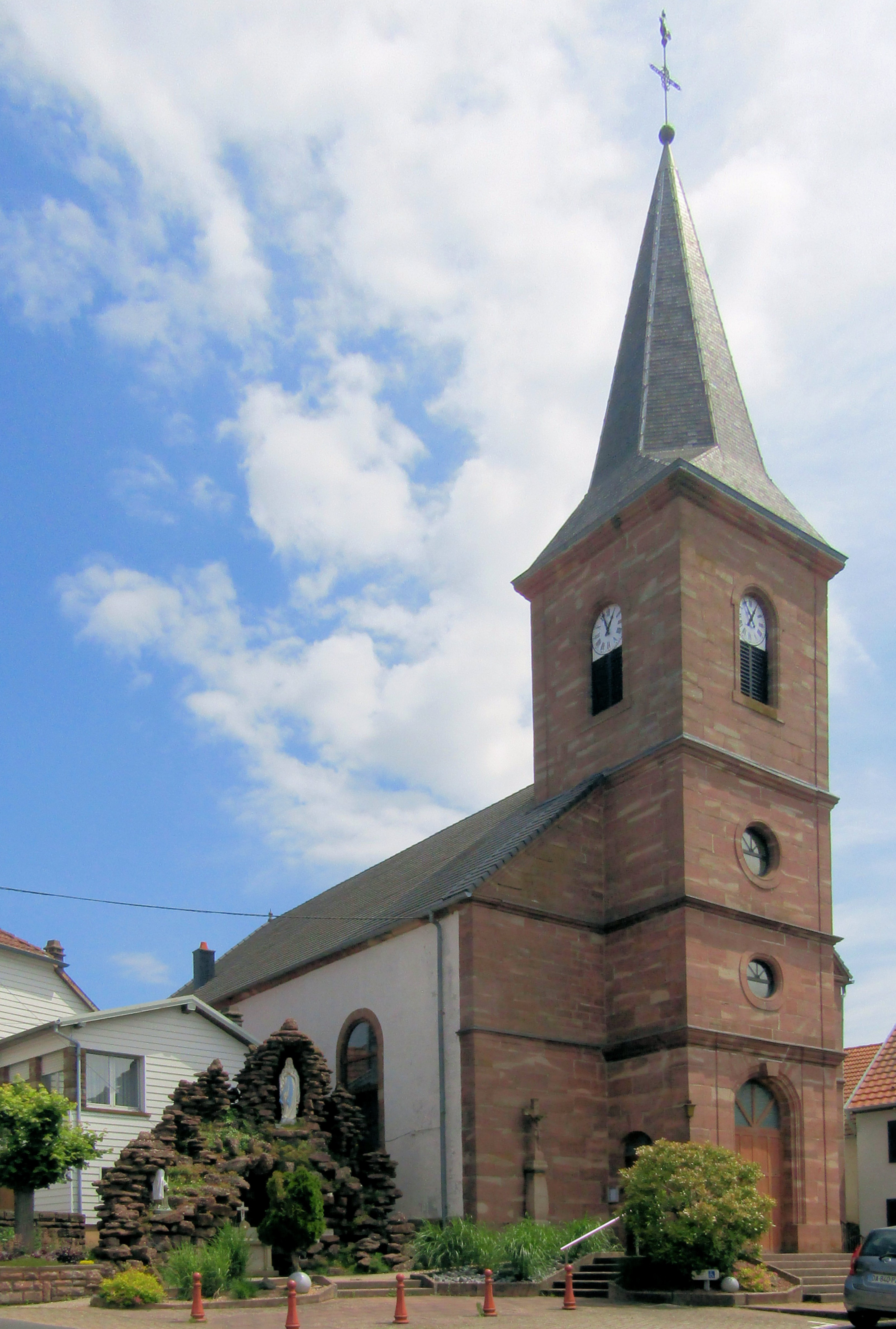
Kirche Saint-Jean-Baptiste
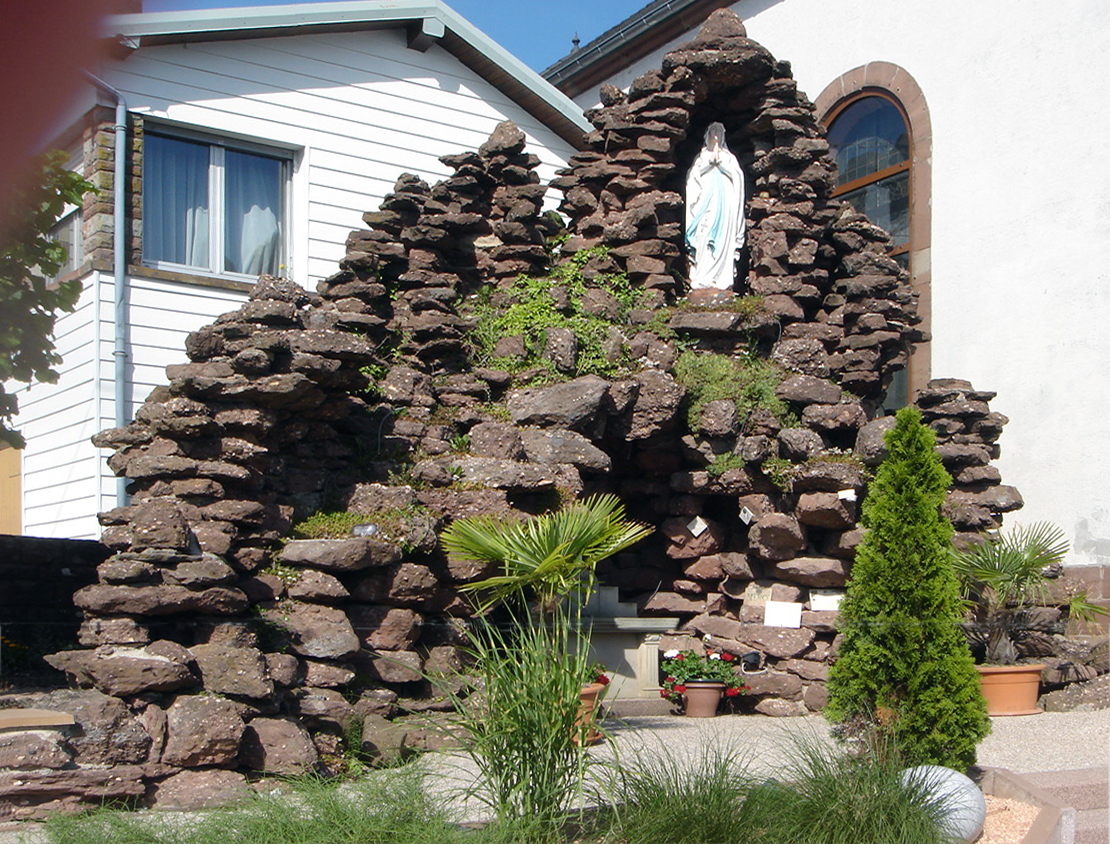
Nachbildung der Lourdesgrotte vor der Kirche Dannelbourg